# Rectoria de Betlan
La Rectoria de Betlan és una casa de Betlan al municipi de Vielha e Mijaran (Vall d'Aran) inclosa a l'Inventari del Patrimoni Arquitectònic de Catalunya.

## Descripció
És una casa de secció rectangular precedida d'un pati clos per un mur i un portal. Els paraments presenten obra de paredat lligada amb morter. La façana paral·lela a la "capièra" presenta obertures de fusta, disposades de tres en tres, en les dues plantes, sota un humarau que aixopluga una coberta de dos vessants i tresaigües en els "penalèrs" amb la "humanèja" en la banda de llevant. La porta de la rectoria de Betlan ha estat posada com a exemple de decoració, amb les fulles subdividides per motllures que determinen plafons rectangulars, verticals i apaïsats, alternativament, i la presència de motius gravats (copes, flors, etc.)

## Història
Arnau Cuca fóra el primer prevere documentat de Betlan, atès que figura entre els prohoms de la població que juraren fidelitat al rei Jaume II l'any 1313.